# Lew czuwający
Lew czuwający (niem. Wachender Löwe) – rzeźba znajdująca się przy ulicy Dolnych Wałów w Gliwicach przed Willą Caro. Przedstawia leżącego lwa z uniesioną głową.

## Informacje ogólne
Rzeźba wykonana jest z żeliwa i została odlana w 1824 w Hucie Gliwice. Jest jednym z kilku żeliwnych odlewów wykonanych według projektu Theodora Kalidego z pracowni profesora Christiana Daniela Raucha w Berlinie. Poszczególne egzemplarze można było zamówić w odlewni w Berlinie, a potem także w Gliwicach. Pierwowzorem był posąg lwa ustawiony 15 maja 1822 w Starościńskich Skałach – obecnie do obejrzenia nad Jeziorem Złotnickim w okolicach Leśnej. Choć jako autor rzeźby występował tu jeszcze – jako właściciel pracowni – Rauch, udział Kalidego w wykonaniu posągu był bardzo duży, być może nawet większy niż jego profesora. Następne odlewy firmuje już Kalide (odszedł z pracowni Raucha w 1830). Pierwotnie pomnik ustawiony był przed jednym z budynków administracyjnych Huty Gliwice (obecnie GZUT). W okolice Willi Caro przeniesiono go dopiero w 1934.